# Furacão Karen (2007)
O furacão Karen foi a décima primeira tempestade nomeada e o quarto furacão da Temporada de furacões no oceano Atlântico de 2007. Karen foi um furacão cabo-verdiano que se formou no leste do Oceano Atlântico, associado a uma grande e brevemente alcançou a categoria 5 na escala de Furacões de Saffir-Simpson antes de começar a se enfraquecer lentamente devido aos intensos ventos de cisalhamento. Por ter se formado longe a costa, nunca representou um perigo iminente para a vida humana.

## História meteorológica

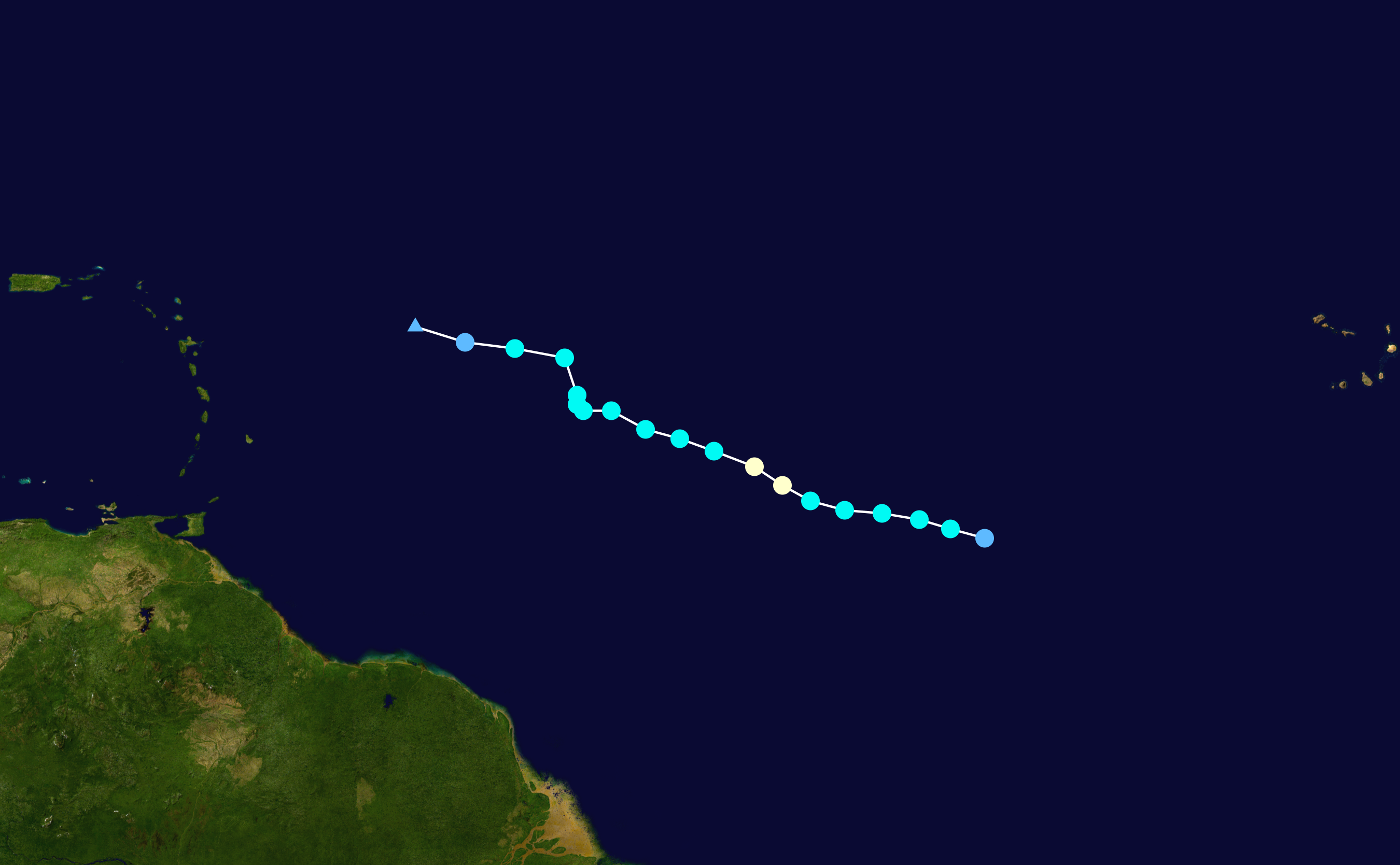
O caminho de Karen

Uma onda tropical deixou a costa ocidental da África em 21 de setembro. Esta onda não era bem definida e contava apenas com algumas tempestades dispersas, mas tinha uma grande área de baixa pressão associada a ele. Assim que o sistema seguia para Oeste, ao sul de Cabo Verde, a sua convecção profunda associada se intensificou gradualmente e bandas ciclônicas de tempestade destacadas ficaram definidas, no mesmo momento em que se formava uma circulação de ar ciclônica pouco definida. Na madrugada de 23 de setembro, estimativas via classificação Dvorak foram introduzidas. A organização do sistema pouco mudou depois até a noite de 24 de setembro, quando a circulação ciclônica de superfície e bandas de tempestade destacadas ficaram mais bem definidas assim que o sistema seguia para Norte-Nordeste. No final daquela noite, o sistema foi declarado como sendo a depressão tropical Doze pelo Centro Nacional de Furacões enquanto estava situado a Oeste-Noroeste de Cabo Verde.
A depressão se intensificou rapidamente durante a madrugada de 25 de setembro assim que a tempestade continuava a se organizar. naquela manhã, a depressão foi classificada como tempestade tropical Karen. A tendência de intensificação da tempestade foi interrompida e Karen continuou como uma tempestade tropical fraca, com convecção de ar rasa relativa até o fina daquela noite, quando novas áreas de convecção profunda formaram-se. Na madrugada de 26 de setembro, Karen se intensificou rapidamente e um núcleo interno começou a se formar. Naquela manhã, um olho irregular formou-se e o sistema fortaleceu-se para um furacão, com ventos constantes de 120 km/h. A tendência de fortalecimento durou pouco tempo e a tempestade começou a se enfraquecer naquela tarde assim que ventos de cisalhamento de altos níveis se intensificaram substancialmente devido à presença de um cavado tropical da alta troposfera. A tempestade ficou menos organizado naquela noite e enfraqueceu-se para uma tempestade tropical assim que dados de um caçador de furacões da National Oceanic and Atmospheric Administration que sobrevoou o sistema confirmou ventos de superfície de 115 km/h e uma grande área de ventos fortes, que significa o enfraquecimento da tempestade. naquela noite. Operacionalmente, Karen foi classificado como uma forte tempestade tropical, mas foi reclassificado como um furacão de categoria 1 baseado nos dados de um avião caçador de furacões no final de 26 de setembro combinada com a diminuição da estrutura organizada naquele momento.

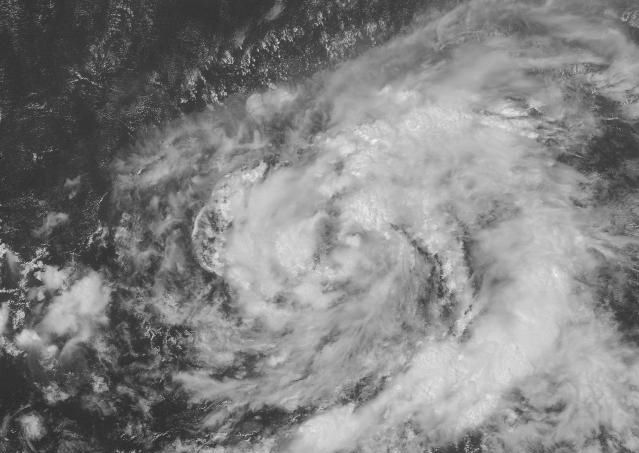
A tempestade tropical Karen como uma fraca tempestade tropical em 25 de Setembro

A tempestade começou a se enfraquecer lentamente na madrugada de 27 de setembro devido à intensificação dos ventos de cisalhamento enquanto continuava a seguir para oeste-noroeste. Naquele momento, o centro da circulação ciclônica ficou exposta em algumas momentos devido aos ventos de cisalhamento meridionais e a uma área de ventos fortes pouco comum onde os ventos mais fortes foram registrados muito a leste e a noroeste do centro. A tendência de enfraquecimento continuou razoavelmente lenta naquela noite assim que a tempestade continuava a produzir convecção profunda persistente. A tendência de enfraquecimento da tempestade se intensificou em 28 de setembro assim que a convecção se enfraqueceu e a circulação ciclônica ficou mais desorganizada num ambiente com fortes ventos de cisalhamento. Naquela manhã, Karen enfraqueceu-se para uma tempestade tropical mínima, com ventos constantes de 65 km/h. Karen também mudou a sua direção bruscamente para o Norte por um curto período assim que seu centro interagiu com as áreas de convecção e ventos do sul se intensificaram na superfície. A tendência de enfraquecimento da tempestade diminuiu assim que novas áreas de convecção profunda formaram-se no interior da tempestade já desorganizada. Na madrugada de 29 de setembro, os fortes ventos de cisalhamento continuaram e Karen se enfraqueceu para uma depressão tropical com um centro muito pouco definido. Naquela tarde, a circulação ciclônica se dissipou a lesta das Pequenas Antilhas. Alguns ventos remanescentes continuaram na região das Pequenas Antilhas por alguns dias depois de Karen ter se dissipado. Alguns dos vórtices remanescentes de Karen podem ter sido responsáveis pela formação da depressão tropical Quinze em 11 de outubro.

## Preparativos e impactos
O Centro Nacional de Furacões dos Estados Unidos disse brevemente sobre a possibilidade mínima, de 5%, de Karen atingir Barbuda. Entretanto, Karen manteve-se em mar aberto durante todo o seu período de existência e nunca afetou terras nem foi registrado mortos ou feridos com a sua passagem. Nenhum navio registrou ventos de intensidade de tempestade tropical ou mais.